# Kimbra
Kimbra Lee Johnson, artistnamn Kimbra, född 27 mars 1990 i Hamilton, Nya Zeeland, är en nyzeeländsk singer-songwriter och gitarrist. Hennes debutalbum, Vows, toppade listorna i Australien och i Nya Zeeland. I USA hamnade albumet på en #14. Kimbra är med och sjunger i låten Somebody That I Used to Know av Gotye, som har hamnat #1 i över 20 länder.

## Biografi
Kimbra Lee Johnson föddes 1990 i Hamilton, Nya Zeeland. Hennes far var läkare och hennes mor sjuksköterska. Hon började skriva låtar när hon var 10 år och lärde sig att spela gitarr. Vid 17 års ålder blev hon upptäckt av Mark Richardson och när hon var 19 år skrev hon på ett skivbolag i Melbourne.

## Karriär

### Debut
2010 släpptes Kimbras första singel "Settle Down" och året därpå skrev hon på ett kontrakt med Warner Bros. Records. Hennes debutalbum, Vows, tog tre och ett halvt år att göra. Vows släpptes den 29 augusti 2011 i Nya Zeeland och i Australien den 2 september 2011. Den 22 maj 2012 släpptes Vows i USA. Albumet hamnade på en #4 på ARIA Charts i Australien och en #3 på RIANZ i Nya Zeeland. I USA hamnade albumet på en #14 på Billboard 200. Vows sålde platina i Australien och Nya Zeeland.

### Album
- 2011 – Vows
- 2014 – The Golden Echo

### Singlar
- 2005 – "Deep for You"
- 2007 – "Simply on My Lips"
- 2009 – "Asleep in the Sea" (med As Tall As Lions)
- 2010 – "Settle Down"
- 2010 – "I Look to You" (med Miami Horror)
- 2011 – "Cameo Lover"
- 2011 – "Good Intent"
- 2011 – "Somebody That I Used to Know" (med Gotye)
- 2012 – "Warrior" (med Mark Foster och A-Trak)
- 2014 – ″90′s Music″
- 2014 – ″Miracle″